# 高橋助作酒造店
株式会社高橋助作酒造店（たかはしすけさくしゅぞうてん）とは、長野県北部（上水内郡信濃町）の酒類製造業者である。

## 沿革
- 明治8年（1875年）に創業

## 受賞歴
- 全国新酒鑑評会（日本、出典 独立行政法人 酒類総合研究所）

「金賞」：7回
※ 純米大吟醸にて5回：2021年（山恵錦）、2018年（山恵錦）、2011年（美山錦）、2010年（美山錦）、2008年（美山錦）
※ 大吟醸にて2回：1998年（山田錦）、1993年（山田錦）
「入賞」：7回
※ 純米大吟醸にて4回：2020年（金賞審査 無し）、2014年、2009年、2007年
※ 大吟醸にて3回：2005年、2004年、1997年
- インターナショナル ワイン チャレンジ（IWC、イギリス ロンドン）

【純米大吟醸・純米吟醸 部門】
「金賞」：2021年（山恵錦）
「銀賞」：2020年、2018年、2017年、2013年、2009年、2008年
「銅賞」：2019年、2014年、2011年
【純米酒 部門】
「銀賞」：2011年
- 関東信越国税局 酒類鑑評会

「優秀賞」（吟醸部門）：7回
※ 純米大吟醸にて：2020年、2019年、2018年、2017年
※ 大吟醸にて：1997年、1996年、1993年
「優秀賞」（純米）：5回
※ 長野県産 山恵錦：2020年
※ 長野県産 美山錦：2018年、2017年、2016年、2015年
- 長野県清酒品評会

「県知事賞」：6回
※ 純米大吟醸にて：2020年、2019年、2018年、2014年、2012年、2007年

## 代表
- 高橋 邦芳

## 事業所
- 本社 - 〒389-1313 長野県上水内郡信濃町古間856-1

## 主要製品

### 清酒
- 松尾

代表銘柄の『松尾』は、醸造の神様にちなみ命名、明治35年（1902年）に商標登録。

### リキュール類
- 信乃大地（しなのだいち）

　　ヨーグルト・リキュール 。原材料には、黒姫高原の生乳ヨーグルト（100%）と長野県産 酒造好適米 100% の純米酒（酵素剤不使用）、ビート糖を使用。

## その他
この地域は、かつて酒蔵が幾つもあり江戸時代からの盆踊りにも謡われ、長野市の北部に位置するため「北山酒」と言われていた。